# Polonezii din Republica Moldova
Polonezii (în poloneză Polacy) sunt o minoritate etnică din Republica Moldova, numărând 4.174 persoane la recensământul din 2004 sau 0,1 din totalul populației. 
Polonezii locuiesc preponderent în orașele mari Bălți (20,6% din populația totală), Chișinău (20,0%), Tiraspol (7,7%), dar și în raioanele Rîbnița (12,6% din populația totală), Camenca (10,7%), Glodeni (4,2%), în rest (24,2%) locuiesc dispersat și într-un număr mic.
Singura localitate din Republica Moldova în care polonezii au o proporție semnificativă este Slobozia-Rașcov din Transnistria (raionul Camenca din autoproclamata Republică Moldovenească Nistreană) .

## Demografie

### Dinamică
| An   | Populație | % din tot. pop. | % creștere/desc. |
| ---- | --------- | --------------- | ---------------- |
| 1959 | 4.783     | 0,2%            | ▬                |
| 1970 | 4.899     | 0,1%            | ▲ 2,4%           |
| 1979 | 4.961     | 0,1%            | ▲ 1,3%           |
| 1989 | 4.739     | 0,1%            | ▼ 4,5%           |
| 2004 | 4.174     | 0,1%            | ▼ 11,9%          |